# Gran Premio di Singapore 2010
Il Gran Premio di Singapore 2010 si è corso domenica 26 settembre 2010 sul Circuito di Marina Bay a Singapore ed è stato vinto da Fernando Alonso su Ferrari, dopo essere rimasto in testa per tutta la gara.

## Vigilia

### Sviluppi per il 2011
La Lotus Racing annuncia che dal 2011 prenderà il nome di Team Lotus, a seguito di un accordo tra Tony Fernandes e David Hunt, titolare del nome storico Lotus.

### Aspetti tecnici
La Bridgestone, fornitore unico degli pneumatici, annuncia per questo gran premio coperture di tipo supermorbido e medio.
Viene modificato il disegno della chicane Sling con l'intento di spostare maggiormente l'uscita dalla stessa delle vetture più a sinistra. Sono state modificate anche le curve 5 e 7, oltre il muro esterno della 21. Viene riasfaltato il tratto tra la curva 3 e 7, nonché quello tra la 14 e la 19. Viene abbassato il livello del paddock per consentire un rientro in pista alle monoposto senza sobbalzi e vengono rimodellati i cordoli alla curva 10. È stata modificata anche la colorazione dei muretti per ragioni di miglior visibilità televisiva
La modifica della curva 10 è stata però criticata da Lewis Hamilton, che la considera troppo pericolosa a causa del cordolo che può fungere da involontario trampolino per le monoposto.
La Red Bull monta sui mozzi delle ruote dei led luminosi, al fine di meglio evidenziare il preciso punto in cui far agire la pistola nel corso del cambio gomme.

### Aspetti sportivi
Nick Heidfeld sostituisce Pedro de la Rosa alla BMW Sauber-Ferrari, mentre Christian Klien sostituisce Sakon Yamamoto all'HRT-Cosworth, a causa di una indisposizione del pilota giapponese. Klien è il primo pilota austriaco titolare in F1 dopo Alexander Wurz al Gran Premio di Cina 2007. Nelle prime prove libere del venerdì Jérôme d'Ambrosio ha preso il posto di Lucas Di Grassi alla Virgin, mentre Fairuz Fauzy ha sostituito Jarno Trulli alla Lotus.
Danny Sullivan è nominato commissario aggiunto dalla FIA, ruolo già svolto nel Gran Premio di Germania.
Nei giorni precedenti la gara il circuito è colpito da forti piogge; ciò porta molti piloti a lamentarsi per la scarsa visibilità che potrebbe derivare da tale evento, in aggiunta al fatto che la gara si svolge in notturna. Alle speculazioni risponde Valerio Maioli, l'ingegnere italiano progettista dell'impianto d'illuminazione, che difende l'efficienza del sistema di riflettori anche in caso di pioggia.
In questa gara Nicolas Hülkenberg viene penalizzato di cinque posizioni sulla griglia di partenza per aver sostituito il cambio.

### Sponsor
La compagnia assicuratrice tedesca Allianz da questo gran premio sponsorizza la safety car.

## Prove
Adrian Sutil è stato multato di 10.000 $ per una manovra giudicata pericolosa: dopo aver danneggiato la sospensione anteriore alla curva 10, nel corso della seconda sessione di prove libere, non si è immediatamente fermato a bordo pista ma ha proseguito nel percorrere il circuito.
Nella prima sessione del venerdì si è avuta questa situazione:
| Pos | Nº | Pilota             | Costruttore          | Tempo    | Gap    | Giri |
| --- | -- | ------------------ | -------------------- | -------- | ------ | ---- |
| 1   | 6  | Mark Webber        | RBR-Renault          | 1'54"589 |        | 10   |
| 2   | 3  | Michael Schumacher | Mercedes GP          | 1'54"708 | +0"119 | 24   |
| 3   | 14 | Adrian Sutil       | Force India-Mercedes | 1'54"827 | +0"238 | 15   |

Nella seconda sessione del venerdì si è avuta questa situazione:
| Pos | Nº | Pilota           | Costruttore      | Tempo    | Gap    | Giri |
| --- | -- | ---------------- | ---------------- | -------- | ------ | ---- |
| 1   | 5  | Sebastian Vettel | RBR-Renault      | 1'46"660 |        | 29   |
| 2   | 6  | Mark Webber      | RBR-Renault      | 1'47"287 | +0"627 | 27   |
| 3   | 1  | Jenson Button    | McLaren-Mercedes | 1'47"690 | +1"030 | 28   |

Nella terza sessione di prove del sabato si è avuta questa situazione:
| Pos | Nº | Pilota           | Costruttore      | Tempo    | Gap    | Giri |
| --- | -- | ---------------- | ---------------- | -------- | ------ | ---- |
| 1   | 5  | Sebastian Vettel | RBR-Renault      | 1'48"028 |        | 15   |
| 2   | 8  | Fernando Alonso  | Ferrari          | 1'48"650 | +0"622 | 16   |
| 3   | 2  | Lewis Hamilton   | McLaren-Mercedes | 1'49"000 | +0"972 | 12   |

## Qualifiche

### Resoconto
La temuta pioggia non si verifica durante le qualifiche, anche se il circuito si presenta ancora umido in talune sezioni, a causa della pioggia caduta nel pomeriggio.
La Q1 è interrotta da bandiera rossa a circa dieci minuti dal termine: la Ferrari di Felipe Massa è ferma in traiettoria e senza la possibilità per i commissari di rimuoverla in sicurezza. Il brasiliano accusa un problema all'elettronica. Non avendo segnato tempi è ultimo e viene eliminato assieme ai 6 piloti delle nuove scuderie.
In Q2 Alonso segnala dei problemi tecnici al muretto e viene fatto rientrare ai box. Poco dopo Petrov sbatte e danneggia la sospensione. Il ferrarista però rientra in pista presto e fa segnare il miglior tempo, poi battuto da Sebastian Vettel. Michael Schumacher passa in Q3, dopo quattro gare.
Nella parte finale delle qualifiche Alonso si porta subito al comando, senza che nell'ultimo giro nessuno degli avversari sia capace di battere il suo tempo. Per lui seconda pole consecutiva, ventunesima in carriera. In prima fila anche Vettel, grande favorito visto il passo nelle libere, che paga un errore nella parte finale del giro, seconda fila per i due della McLaren.

### Risultati
Nella sessione di qualifica si è avuta la seguente situazione:
| Pos | Nº | Pilota             | Costruttore          | Q1          | Q2       | Q3       | Griglia |
| --- | -- | ------------------ | -------------------- | ----------- | -------- | -------- | ------- |
| 1   | 8  | Fernando Alonso    | Ferrari              | 1'46"541    | 1'45"809 | 1'45"390 | 1       |
| 2   | 5  | Sebastian Vettel   | RBR-Renault          | 1'46"960    | 1'45"561 | 1'45"457 | 2       |
| 3   | 2  | Lewis Hamilton     | McLaren-Mercedes     | 1'48"296    | 1'46"042 | 1'45"571 | 3       |
| 4   | 1  | Jenson Button      | McLaren-Mercedes     | 1'48"032    | 1'46"490 | 1'45"944 | 4       |
| 5   | 6  | Mark Webber        | RBR-Renault          | 1'47"088    | 1'45"908 | 1'45"977 | 5       |
| 6   | 9  | Rubens Barrichello | Williams-Cosworth    | 1'48"183    | 1'47"019 | 1'46"236 | 6       |
| 7   | 4  | Nico Rosberg       | Mercedes GP          | 1'48"554    | 1'46"783 | 1'46"443 | 7       |
| 8   | 11 | Robert Kubica      | Renault              | 1'47"657    | 1'46"949 | 1'46"593 | 8       |
| 9   | 3  | Michael Schumacher | Mercedes GP          | 1'48"425    | 1'47"160 | 1'46"702 | 9       |
| 10  | 23 | Kamui Kobayashi    | BMW Sauber-Ferrari   | 1'48"908    | 1'47"599 | 1'47"884 | 10      |
| 11  | 17 | Jaime Alguersuari  | STR-Ferrari          | 1'48"127    | 1'47"666 | N.D.     | 11      |
| 12  | 10 | Nicolas Hülkenberg | Williams-Cosworth    | 1'47"984    | 1'47"674 | N.D.     | 17      |
| 13  | 12 | Vitalij Petrov     | Renault              | 1'48"906    | 1'48"165 | N.D.     | 12      |
| 14  | 16 | Sébastien Buemi    | STR-Ferrari          | 1'49"063    | 1'48"502 | N.D.     | 13      |
| 15  | 22 | Nick Heidfeld      | BMW Sauber-Ferrari   | 1'48"696    | 1'48"557 | N.D.     | 14      |
| 16  | 14 | Adrian Sutil       | Force India-Mercedes | 1'48"496    | 1'48"899 | N.D.     | 15      |
| 17  | 15 | Vitantonio Liuzzi  | Force India-Mercedes | 1'48"988    | 1'48"961 | N.D.     | 16      |
| 18  | 24 | Timo Glock         | Virgin-Cosworth      | 1'50"721    | N.D.     | N.D.     | 18      |
| 19  | 19 | Heikki Kovalainen  | Lotus-Cosworth       | 1'50"915    | N.D.     | N.D.     | 19      |
| 20  | 25 | Lucas Di Grassi    | Virgin-Cosworth      | 1'51"107    | N.D.     | N.D.     | 20      |
| 21  | 18 | Jarno Trulli       | Lotus-Cosworth       | 1'51"641    | N.D.     | N.D.     | 21      |
| 22  | 20 | Christian Klien    | HRT-Cosworth         | 1'52"946    | N.D.     | N.D.     | 22      |
| 23  | 21 | Bruno Senna        | HRT-Cosworth         | 1'54"174    | N.D.     | N.D.     | 23      |
| 24  | 7  | Felipe Massa       | Ferrari              | Senza tempo | N.D.     | N.D.     | 24      |

Con i tempi in grassetto sono visualizzate le migliori prestazioni in Q1, Q2 e Q3.

## Gara

### Resoconto
La partenza avviene in modo regolare, con nessun cambiamento di posizioni nelle prime file. Nell'angusto circuito avvengono però diversi contatti: in uno di questi, Liuzzi danneggia la sua sospensione posteriore sinistra; prosegue per qualche chilometro ma è presto costretto al ritiro. La vettura ferma in una posizione pericolosa costringe l'entrata della safety car: molti piloti, tra cui Webber, ne approfittano per effettuare un cambio gomme. Alla ripartenza i primi scappano via, mentre nelle retrovie piloti come Massa rimangono rallentati dalla vettura di Glock. Alonso e Vettel allungano senza problemi, solo Hamilton riesce a tenere qualche giro per poi iniziare a perdere inesorabilmente. Seguono Button, Rosberg, Kubica, Barrichello e Webber che ha passato Schumacher e Kobayashi. 
Alonso e Sebastian Vettel eseguono il cambio gomme contemporaneamente a metà gara congelando le posizioni di testa; Webber riesce a portarsi davanti alle McLaren quando queste si fermano per i pit stop. Al 30º giro Kobayashi va a sbattere a muro in un tratto molto stretto; Bruno Senna, poco dietro, non riesce a evitare l'auto, incastrandosi contro le barriere. La safety car viene di nuovo chiamata in pista. Alla ripartenza, Webber e Hamilton sono in lotta per la terza posizione; complice un doppiaggio difficile, Hamilton riesce a guadagnare qualche metro sul rettilineo verso la curva 7, curva alla quale i due entrano in collisione. L'inglese è costretto al ritiro causa rottura della sospensione posteriore sinistra. Nessuna sanzione viene comminata all'australiano. A fine gara però la Bridgestone scoprirà un cerchione sfilato sulla ruota anteriore destra della Red Bull: secondo i tecnici giapponesi, il danno avrebbe rischiato di provocare la perdita di pressione dello pneumatico e il conseguente ritiro del pilota.
Un altro duello fra Michael Schumacher e Heidfeld provoca al giro successivo il ritiro di quest'ultimo.
Al giro 46 Robert Kubica, in quel momento sesto è costretto ai box da una foratura; con le gomme fresche è poi protagonista di una lunga serie di sorpassi che animano la parte finale della corsa riportandolo al 7º posto. In testa Alonso e Vettel confermano di avere un passo ineguagliabile dal resto del plotone e allungano senza problemi; in questa seconda metà gara il tedesco mantiene però costante la pressione sull'asturiano, iniziando l'ultimo giro negli scarichi della Ferrari ma senza riuscire a portare un vero attacco. Al giro 58 esplode il motore di Heikki Kovalainen, che lascia la vettura fumante sul rettilineo d'arrivo. Alonso celebra la sua seconda vittoria consecutiva, mentre la Red Bull aumenta il distacco nella classifica costruttori. Per lo spagnolo è il primo Grand Chelem della carriera (pole, vittoria, giro più veloce e gara condotta dall'inizio alla fine).

### Risultati
I risultati del gran premio sono i seguenti:
| Pos | Nº | Pilota             | Costruttore          | Giri | Tempo/Ritiro                | Griglia | Punti |
| --- | -- | ------------------ | -------------------- | ---- | --------------------------- | ------- | ----- |
| 1   | 8  | Fernando Alonso    | Ferrari              | 61   | 1h 57'53"579                | 1       | 25    |
| 2   | 5  | Sebastian Vettel   | RBR-Renault          | 61   | +0"293                      | 2       | 18    |
| 3   | 6  | Mark Webber        | RBR-Renault          | 61   | +29"141                     | 5       | 15    |
| 4   | 1  | Jenson Button      | McLaren-Mercedes     | 61   | +30"384                     | 4       | 12    |
| 5   | 4  | Nico Rosberg       | Mercedes GP          | 61   | +49"394                     | 7       | 10    |
| 6   | 9  | Rubens Barrichello | Williams-Cosworth    | 61   | +56"101                     | 6       | 8     |
| 7   | 11 | Robert Kubica      | Renault              | 61   | +1'26"559                   | 8       | 6     |
| 8   | 7  | Felipe Massa       | Ferrari              | 61   | +1'53"297                   | 24      | 4     |
| 9   | 14 | Adrian Sutil       | Force India-Mercedes | 61   | +2'12"416                   | 15      | 2     |
| 10  | 10 | Nicolas Hülkenberg | Williams-Cosworth    | 61   | +2'12"791                   | 17      | 1     |
| 11  | 12 | Vitalij Petrov     | Renault              | 60   | +1 giro                     | 12      |       |
| 12  | 17 | Jaime Alguersuari  | STR-Ferrari          | 60   | +1 giro                     | 11      |       |
| 13  | 3  | Michael Schumacher | Mercedes GP          | 60   | +1 giro                     | 9       |       |
| 14  | 16 | Sébastien Buemi    | STR-Ferrari          | 60   | +1 giro                     | 13      |       |
| 15  | 25 | Lucas Di Grassi    | Virgin-Cosworth      | 59   | +2 giri                     | 20      |       |
| 16  | 19 | Heikki Kovalainen  | Lotus-Cosworth       | 58   | Motore                      | 19      |       |
| Rit | 24 | Timo Glock         | Virgin-Cosworth      | 49   | Idraulica                   | 18      |       |
| Rit | 22 | Nick Heidfeld      | BMW Sauber-Ferrari   | 36   | Collisione con M.Schumacher | 14      |       |
| Rit | 2  | Lewis Hamilton     | McLaren-Mercedes     | 35   | Collisione con M.Webber     | 3       |       |
| Rit | 20 | Christian Klien    | HRT-Cosworth         | 31   | Idraulica                   | 22      |       |
| Rit | 23 | Kamui Kobayashi    | BMW Sauber-Ferrari   | 30   | Incidente                   | 10      |       |
| Rit | 21 | Bruno Senna        | HRT-Cosworth         | 29   | Incidente                   | 23      |       |
| Rit | 18 | Jarno Trulli       | Lotus-Cosworth       | 27   | Idraulica                   | 21      |       |
| Rit | 15 | Vitantonio Liuzzi  | Force India-Mercedes | 1    | Collisione con N.Heidfeld   | 16      |       |

## Classifiche Mondiali

### Piloti
| Pos | Pilota             | Punti |
| --- | ------------------ | ----- |
| 1   | Mark Webber        | 202   |
| 2   | Fernando Alonso    | 191   |
| 3   | Lewis Hamilton     | 182   |
| 4   | Sebastian Vettel   | 181   |
| 5   | Jenson Button      | 177   |
| 6   | Felipe Massa       | 128   |
| 7   | Nico Rosberg       | 122   |
| 8   | Robert Kubica      | 114   |
| 9   | Adrian Sutil       | 47    |
| 10  | Michael Schumacher | 46    |
| 11  | Rubens Barrichello | 39    |
| 12  | Kamui Kobayashi    | 21    |
| 13  | Vitalij Petrov     | 19    |
| 14  | Nicolas Hülkenberg | 17    |
| 15  | Vitantonio Liuzzi  | 13    |
| 16  | Sébastien Buemi    | 7     |
| 17  | Pedro de la Rosa   | 6     |
| 18  | Jaime Alguersuari  | 3     |

### Costruttori
| Pos | Team                 | Punti |
| --- | -------------------- | ----- |
| 1   | RBR-Renault          | 383   |
| 2   | McLaren-Mercedes     | 359   |
| 3   | Ferrari              | 319   |
| 4   | Mercedes GP          | 168   |
| 5   | Renault              | 133   |
| 6   | Force India-Mercedes | 60    |
| 7   | Williams-Cosworth    | 56    |
| 8   | BMW Sauber-Ferrari   | 27    |
| 9   | STR-Ferrari          | 10    |